# Księga dżungli
Księga dżungli (ang. The Jungle Book) – zbiór opowiadań autorstwa angielskiego pisarza i noblisty Rudyarda Kiplinga, tworzącego w nurcie wiktorianizmu. Opowiadania wchodzące w skład zbioru dotyczą Indii i ich folkloru oraz indyjskich dżungli. Autor, urodzony w Indiach, zdobył niezbędną wiedzę poprzez obserwacje, badania oraz dzięki zasłyszanym opowieściom, jednakże opowiadania powstały, gdy mieszkał w Vermoncie. Ukazały się one w latach 1893 i 1894.

## Zawartość zbioru
„Księga dżungli” składa się z siedmiu opowiadań (rozdziałów). Opowiadania te są przeplatane pieśniami.
- Bracia Mowgliego,
- Łowy węża Kaa,
- Tygrys! Tygrys!,
- Biała foka,
- Rikki-Tikki-Tavi,
- Toomai, druh słoni,
- Słudzy Jej Królewskiej Mości

## Historia Mowgliego
Trzy pierwsze z siedmiu opowiadań „Księgi dżungli” (Bracia Mowgliego, Łowy węża Kaa i Tygrys, tygrys!) opowiadają o losach Mowgliego, chłopca wychowanego przez wilki. Został on odbity tygrysowi, Shere Khanowi, i przyjęty do wilczej gromady. Nauczył się języka zwierząt i praw dżungli. Opiekują się nim przybrani wilczy rodzice oraz pantera Bagheera, która już na początku złożyła za niego okup w postaci byka. Jego nauczycielem jest Baloo, niedźwiedź. Mowgli dorasta wśród przyjaciół, ale liczy się z tym, że kiedyś będzie musiał rozprawić się z kulawym tygrysem, który nie daruje mu, że został ocalony przez wilki. Po latach tygrysiej „propagandy” młodsze wilki okazują Mowgliemu mniej sympatii, aż w końcu, gdy przyjazny mu wilk Akela przestaje być przywódcą stada, Mowgli zostaje zmuszony do odejścia do ludzkiej wsi. Jednak po tym, jak udaje mu się zabić prześladowcę – tygrysa Shere Khana – zabobonni wieśniacy zmuszają Mowgliego do powrotu do dżungli.
Na motywach powieści oparto kilka filmów, m.in. produkcje Walta Disneya Księga dżungli i Księga dżungli 2, a także aktorskie filmy z 1994 i 2016. Na 2018 rok planowana była kolejna ekranizacja, tym razem w dystrybucji Warner Bros i w reżyserii Andy’ego Serkisa.

### Postacie
- Mowgli – główny bohater powieści, syn drwala, który go porzucił i/lub został zabity przez mieszkańców dżungli. Wychowany przez wilki, które pokochał i traktował jak swoją własną rodzinę. Dżungla również uwielbiała Mowgliego, traktując go jak wilka. Jego jedynym wrogiem pozostał Shere Khan. W miarę jednak jak Mowgli dorastał, młodsze wilki zaczęły coraz bardziej ulegać wpływowi tygrysa. Kiedy większość wilków opowiedziała się przeciwko chłopcu, sprawiło mu to potworny ból. W końcu musiał wrócić między ludzi, choć wcześniej – przy pomocy Akeli, Bagheery i przede wszystkim ognia, którego bały się wszystkie zwierzęta udało mu się zdobyć przewagę nad wrogimi mu wilkami i Shere Khanem upokarzając je. Chłopak źle czuł się wśród ludzi. Nawykły do życia na swobodzie nie chciał nosić opaski na biodrach ani spać w łóżku. Nie umiał też bawić się z rówieśnikami, nie rozumiał sensu pracy w polu, nie znał wartości pieniędzy. Przyzwyczajony do równości zwierząt w dżungli nie rozumiał także różnic kastowych, traktując wszystkich – bogatych i biednych – jednakowo. Pracował jako pasterz bydła wiejskiego i polubił to zajęcie, choć nie znał języka udomowionych zwierząt i nie mógł z nimi porozmawiać jak ze zwierzętami w dżungli. Mowgli jest przykładem postaci odrzuconej tylko dlatego, że jest inna, odmienna. Ludzie również go przeganiają od siebie, uznając za czarownika, wilkołaka.
- Bagheera – czarna pantera, przyjaciółka Mowgliego i w praktyce jego nauczycielka życia. Podobnie jak Shere Khan wzbudzała strach w dżungli, jednak w przeciwieństwie do niego również respekt i szacunek. Posiadała niezwykłą siłę. Wychowała się w niewoli u ludzi, w królewskim zwierzyńcu w Udajpurze, zdołała jednak zbiec. To dzięki niej Mowgli został przyjęty do wilczej gromady, gdyż Bagheera złożyła za niego okup w postaci świeżo zabitego byka (z tego też powodu Mowgli nie mógł zjadać bydła). W oryginale Bagheera była płci męskiej[2].
- Baloo – niedźwiedź pełniący w utworze głównie rolę humorystyczną. W istocie jest mądrym nauczycielem Praw Dżungli i języków zwierząt. Uczy wilcze szczenięta. Jest jedynym zwierzęciem, któremu wolno głosować w Wilczym Wiecu Gromady, a które nie jest wilkiem. Żywi się korzonkami, miodem i orzechami. Oddaje głos, by Mowgli mógł zamieszkać z wilkami (ojciec i matka nie mogą głosować). Bardzo często bił Mowgliego, gdy ten nie przykładał się do nauki, przez co często go do siebie zrażał. W rzeczywistości kochał go bardziej niż siebie samego.
- Shere Khan – główny antagonista powieści, tygrys bengalski, odwieczny wróg Mowgliego, usiłował dorwać go, gdy był jeszcze niemowlęciem, chłopiec został jednak uratowany przez wilki. Później regularnie nastawiał wilki przeciwko Mowgliemu. W końcu na Wilczym Wiecu został przez niego upokorzony, jednak i tak w wyniku jego intryg chłopiec musiał wrócić do ludzi. Później wciąż usiłował dopaść chłopaka w wiosce. Ostatecznie zginął stratowany przez byki Mowgliego, a jego skóra została rozpostarta na skale narady. Był typem okrutnika, który znęcał się nad słabszymi i nie przestrzegał żadnych praw.
- Akela – Naczelnik gromady wilków, zawsze był przyjacielem Mowgliego. Z tego powodu wilkom bardzo zależało na zdetronizowaniu go. Żeby do tego doszło, Akeli musiało nie powieść się polowanie. Oszukany przez pobratymców w końcu nie zdołał upolować kozła, przez co zyskał miano Zdechłego wilka i zgodnie z odwieczną zasadą dżungli powinien zginąć zamordowany przez swoich byłych podwładnych. Mowgli go jednak uratował. Później wspólnie doprowadzili do śmierci Shere Khana.Pyton Kaa, Charles Maurice Detmold, ilustracja do książki z 1903 roku

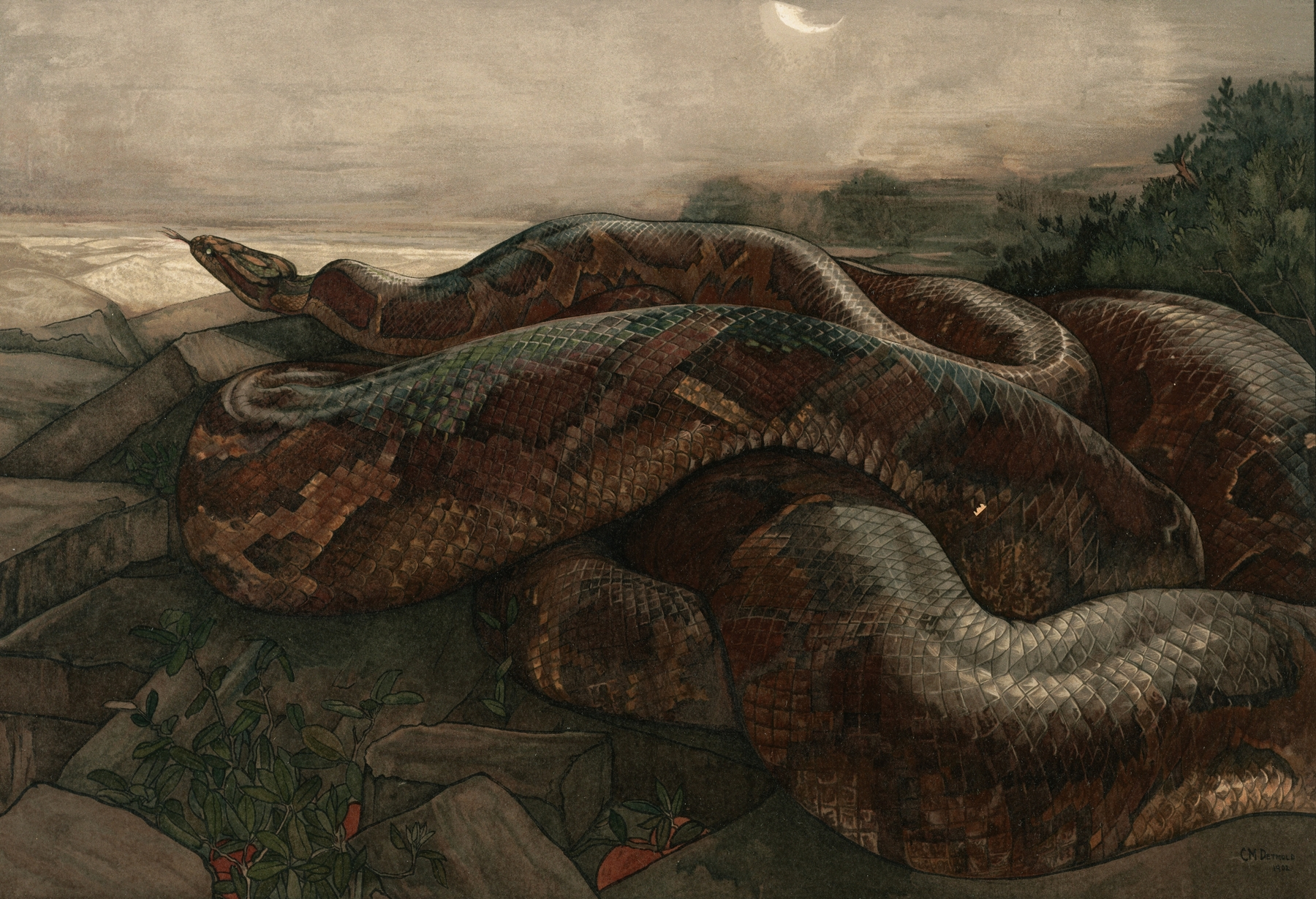
Pyton Kaa, Charles Maurice Detmold, ilustracja do książki z 1903 roku

- Kaa – pyton, jeden z przyjaciół Mowgliego. Pomagał Bagheerze i Baloo w uratowaniu chłopca porwanego przez Bandar-Log, był ich największym postrachem i jedyną rzeczą, jakiej się bał. Hipnotyzował swoje ofiary, po pokonaniu Bandar-Logu, hipnotyzując małpy niechcący zahipnotyzował też Bagheerę i Baloo, którzy zginęliby, gdyby nie Mowgli.

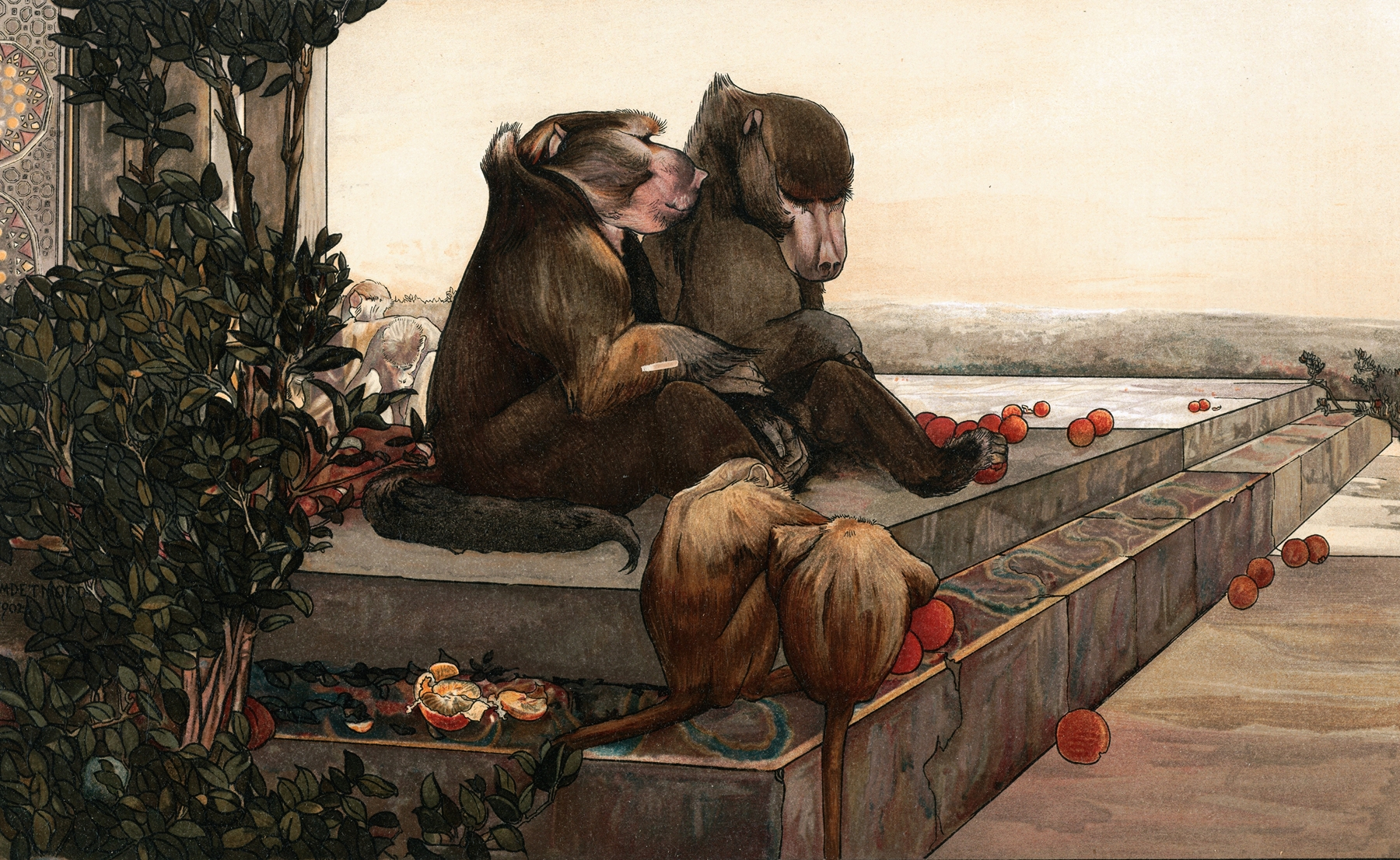
Zimne Leże, Charles Maurice Detmold, ilustracja do książki przedstawiająca Bandar-Log z 1903 roku

- Zimne Leże, Charles Maurice Detmold, ilustracja do książki przedstawiająca Bandar-Log z 1903 rokuBandar-Log – znienawidzone przez resztę dżungli plemię małp. Żyjące w kompletnej anarchii, chaosie i bezprawiu, nie uznające Praw Dżungli, znęcające się nad innymi zwierzętami, nie szanujące nawet członków własnego plemienia. Swoją główną siedzibą uczyniły zniszczone miasteczko na skraju dżungli. Stale nosiły się z ustanowieniem własnych praw i hierarchii, jednak były zbyt mało inteligentne, by to uczynić. Porwały Mowgliego, twierdząc, że są mu bliskie poprzez ich fizyczne podobieństwo. Twierdziły, że zostanie ich naczelnikiem. Bały się tylko Kaa.
- Ojciec Wilk – przybrany ojciec Mowgliego – wilk.
- Matka Wilczyca (Raksha) – przybrana matka Mowgliego. W młodości bardzo agresywna i niebezpieczna. Nie bała się postawić się Shere Khanowi, który próbował odebrać jej syna.
- Szary Brat – przybrany brat Mowgliego, zawsze był jego przyjacielem. Kontaktował się z chłopcem, gdy ten był już w wiosce. Wraz z nim i Akelą zabił Shere Khana.
- Tabaqui – szakal, przyjaciel i szpieg Shere Khana. Chytry i sprytny, podsuwa tygrysowi różne pomysły. Choruje na wściekliznę, przez co często wpada w furię i wówczas boi się go cała dżungla. Zostaje zabity przez Szarego Brata.
- Messua – kobieta, która po przybyciu Mowgliego do osady staje się jego przybraną (?) matką. Żona najbogatszego mieszkańca wioski. 10 lat wcześniej straciła syna – Nathoo, którego usiłował zabić (lub zabił) Shere Khan. W powieści ostatecznie nie zostaje wyjaśnione, czy tym synem był Mowgli. Jej postać w ludzkiej osadzie jest analogiczna do postaci Akeli i rodziny Mowgliego w wilczej gromadzie. Po tym jak Mowgli zostaje przepędzony przez ludzi, ona jako jedyna pozostaje po jego stronie. Mowgli stwierdza wręcz, że tylko dzięki niej nie wypuścił obławy wilków na ludzi.
- Buldeo – starszy strzelec, pierwszy myśliwy w swojej wiosce (a przynajmniej sam tak twierdzi, być może wyolbrzymiając swoje zasługi). W gruncie rzeczy dosyć tchórzliwy megaloman obdarzony niezwykłą wyobraźnią i lubiący wymyślać niestworzone historie o swoich przygodach. Widząc, że Mowgli zabił Shere Khana, który od dawna był poszukiwany przez ludzi za zabijanie bydła i za jego głowę wyznaczono dużą nagrodę, usiłuje odebrać od niego jego zwłoki, jednak zostaje odpędzony przez Akelę. To on jest głównym winowajcą tego, że Mowgli został wypędzony z wioski, przedstawiając mieszkańcom Mowgliego jako wilkołaka-czarownika.
- Rama – przywódca bawołów, których pasterzem był Mowgli. Mowgli wraz z Akelą i Szarym Bratem posłużył się Ramą i jego stadem, by zabić Shere Khana. Mowgli wpuścił tygrysa w zasadzkę, powodując jego śmierć pod kopytami bawołów.
- Chil – ścierwnik, zauważył Mowgliego porwanego przez Bandar-Log i – chcąc mu pomóc – zaalarmował o ich miejscu pobytu Bagheerze, Baloo i Kaa.
- Hathi – słoń, w powieści zostaje wspomniany dwukrotnie, gdy nas skutek wielkiej bitwy Bagheery, Baloo i Kaa z Bandar-Logiem zaczyna bić na alarm, Baloo wspomina też o nim, że pomógł mu nauczyć Mowgliego Mowy Węży.

### Prawa dżungli
Bardzo ważne dla powieści są prawa dżungli które są surowe, rygorystyczne, ale również sprawiedliwe. Kipling ukazał w ten sposób społeczeństwo zwierząt niemal jako utopię w opozycji do społeczeństwa ludzi, zarazem nie idealizując mieszkańców dżungli. Prawa dżungli mówią m.in. o tym, żeby polować tylko z potrzeby, nigdy dla przyjemności lub że walczyć o zdobycz lub miejsca do polowania wolno tylko jeden na jednego. Zarazem leży w nich własny dobrze pojęty interes: nie wolno zabijać ludzi, gdyż zabicie człowieka ściąga na dżunglę zemstę ludzi wyposażonych w broń.

## Pozostałe historie

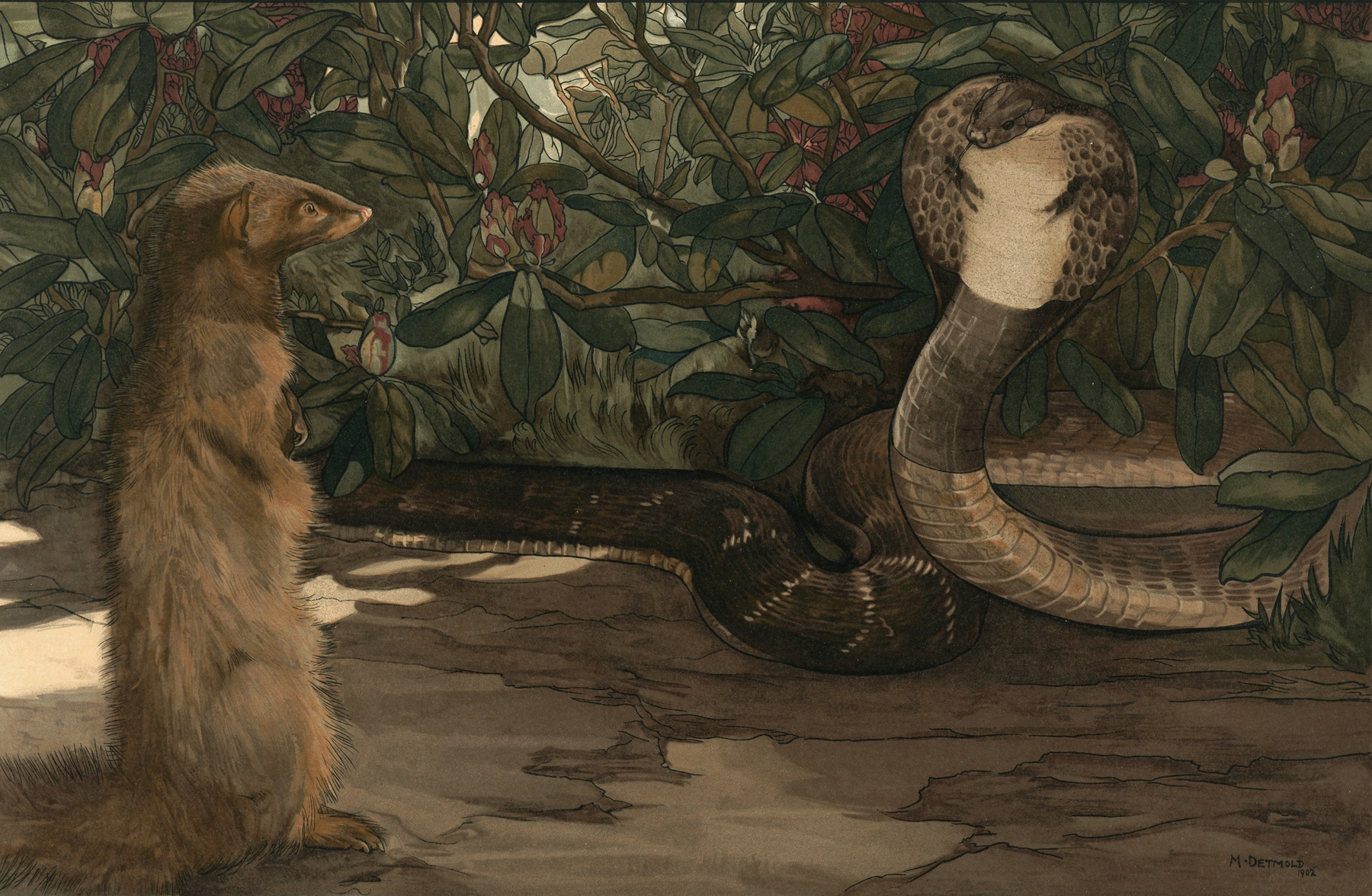
Rikki-Tikki, Charles Maurice Detmold, ilustracja do książki z 1903 roku

„Księga dżungli” opowiada również o Białej Foce poszukującej wyspy, na której nie ma zagrażających jej ludzi, ichneumonie Rikki-Tikki-Tavim, który w obronie ludzkiej rodziny, która go przygarnęła, stoczył bohaterską walkę z kobrami królewskimi, a także o Słoniu Kala Nag i Toomaim, który ze względu na przyjaźń z nim dostąpił zaszczytu obejrzenia tańca dzikich słoni. W powieści znajdują się przygody, losy Mowgliego, który podczas pobytu w dżungli nauczył się sprawiedliwości i szacunku dla zwierząt.

## Polskie przekłady
- Księga puszczy, Druga księga puszczy, przeł. Józef Czekalski, 1902; pierwszy polski przekład.
- Księga dżungli, Druga księga dżungli[3], przeł. Teodor Mianowski, wydawnictwo E. Wende, Warszawa 1903.
- Księga dżungli, Druga księga dżungli, przeł. Franciszek Mirandola, Wydawnictwo Polskie, Lwów-Poznań 1922 (tom I); wielokrotnie wznawiany. Przekład dostępny online w serwisie Wolne Lektury jako e-book i audiobook.
- Księga dżungli, Druga księga dżungli, przeł. Józef Birkenmajer; Wydawnictwo Polskie R. Wegner 1931 (tom I); najczęściej wznawiany polski przekład, ceniony[przez kogo?] za bogactwo języka.
- Księga dżungli, przeł. Andrzej Polkowski, ilustracje Józef Wilkoń, Media Rodzina 2010 ISBN 978-83-7278-376-9